# Оројо Секо (Њу Мексико)
Оројо Секо (енгл. Arroyo Seco) насељено је место без административног статуса у америчкој савезној држави Њу Мексико.

## Демографија
По попису из 2010. године број становника је 1.785.
| Група             | 2000.    | 2010.       |
| Белци             | 0 (0,0%) | 920 (51,5%) |
| Афроамериканци    | 0 (0,0%) | 5 (0,3%)    |
| Азијати           | 0 (0,0%) | 6 (0,3%)    |
| Хиспаноамериканци | 0 (0,0%) | 812 (45,5%) |
| Укупно            | 0        | 1.785       |